# Sachse
Sachse és una població dels Estats Units a l'estat de Texas. Segons el cens del 2000 tenia 9.751 habitants.

## Demografia
Segons el cens del 2000, Sachse tenia 9.751 habitants, 3.224 habitatges, i 2.746 famílies. La densitat de població era de 386,9 habitants per km².
Dels 3.224 habitatges en un 51,5% hi vivien nens de menys de 18 anys, en un 75,3% hi vivien parelles casades, en un 7,1% dones solteres, i en un 14,8% no eren unitats familiars. En l'11,2% dels habitatges hi vivien persones soles el 2,2% de les quals corresponia a persones de 65 anys o més que vivien soles. El nombre mitjà de persones vivint en cada habitatge era de 3,02 i el nombre mitjà de persones que vivien en cada família era de 3,28.
Per edats la població es repartia de la següent manera: un 32,7% tenia menys de 18 anys, un 6,1% entre 18 i 24, un 39,3% entre 25 i 44, un 17,9% de 45 a 60 i un 4% 65 anys o més.
L'edat mediana era de 32 anys. Per cada 100 dones de 18 o més anys hi havia 97,5 homes.
La renda mediana per habitatge era de 70.333$ i la renda mediana per família de 71.918$. Els homes tenien una renda mediana de 50.582$ mentre que les dones 35.174$. La renda per capita de la població era de 25.530$. Aproximadament el 3,4% de les famílies i el 4,6% de la població estaven per davall del llindar de pobresa.

## Poblacions més properes
El següent diagrama mostra les poblacions més properes.